# Metallata guttula
Metallata guttula là một loài bướm đêm trong họ Erebidae.